# تواسم مشتق وتواسم مشتق متماثل
التواسم المشتق أو مظهر جديد في علم الوراثة العرقي (أو السمة المشتقة) هي خَلّة جديدة أو حالة خَلّة تطورت من شكل أسلافها (أو التواسم المتقارب).
التواسم المشتق المتماثل عبارة عن تواسم مشتق يتشاركه اثنان أو أكثر من الأصنوفات، ومن ثم يُفترض أنها تطورت في أحدث سلف مشترك لها.